# Mycetophila plaumanni
Mycetophila plaumanni är en tvåvingeart som beskrevs av Lane 1958. Mycetophila plaumanni ingår i släktet Mycetophila och familjen svampmyggor. Inga underarter finns listade i Catalogue of Life.